# Unidades Antiterroristas

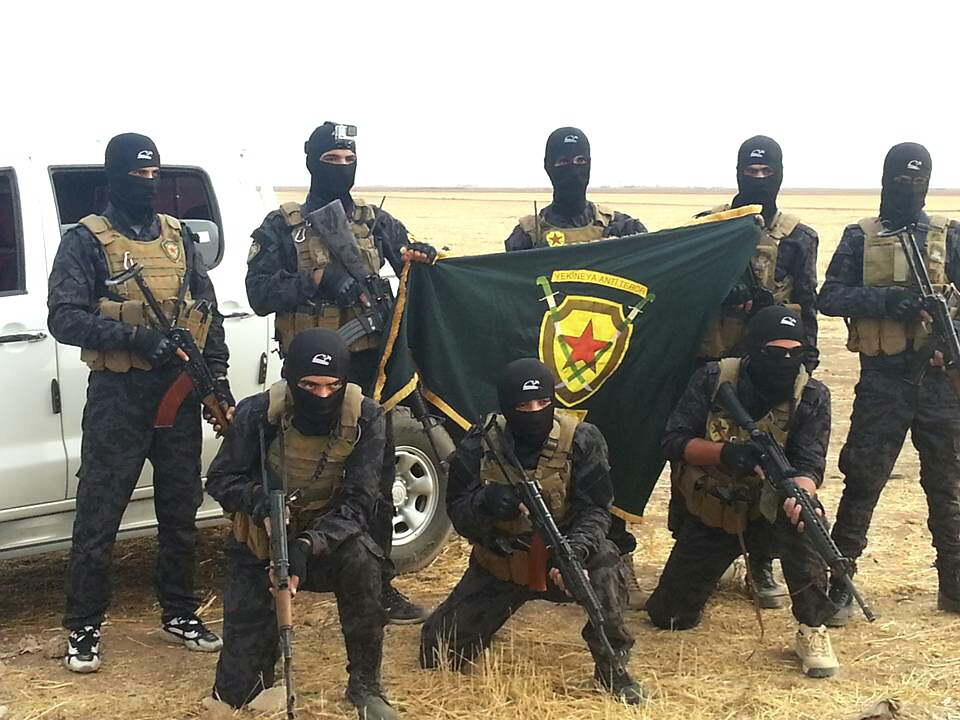
Unidades del Yat con su Bandera.

Las Unidades Antiterroristas: (kurdas: Yekîneyên Antî Teror, corto: YAT, árabe: وحدات مكافحة الأرهاب, español: UAT) son las fuerzas especiales de las Fuerzas Democráticas Sirias , compuestas por los miembros mejor preparados y equipados de las  Unidades de Protección Popular y  las Unidades Femeninas de Protección  (YPJ). Fueron conducidos por el renombrado comandante sirio kurdo Ali Boutan hasta su muerte. YAT es entrenado por las  Fuerzas de Operaciones Especiales de Estados Unidos y la CIA

## Historia
Formada como las fuerzas especiales de YPG a finales de 2014, la unidad fue organizada para buscar y destruir las células durmientes del  Daesh en Rojava, y también para llevar a cabo operaciones detrás de las líneas enemigas.   Inicialmente, los miembros de YAT fueron elegidos por el YPG y YPJ como simplemente los combatientes más valientes y devotos dentro de esas unidades, pero no como verdaderas fuerzas especiales o de élite. Esto cambió bajo el liderazgo de Ali Boutan, quien reformó la unidad y comenzó a poner a sus miembros a través de cursos de formación que se supone que emular a los Fuerzas de Operaciones Especiales de Estados Unidos y británicos, proporcionándoles el mejor equipo que el YPG / YPJ podría permitirse. A medida que aumentaba la cooperación entre las fuerzas kurdas y los Estados Unidos, YAT fue entrenada por las Fuerzas de Operaciones Especiales de Estados Unidos y la CIA en complejos militares especiales en Rojava y Jordania, mientras que algunos comandantes de YAT fueron enviados a Fort Bragg y Fort Campbell para una formación especialmente intensa.
Desde su formación, YAT ha llevado a cabo incursiones contra los objetivos del  Daesh en el Monte Abdulaziz, detenido células durmientes del Daesh, y detuvo los ataques terroristas de  Daesh. En septiembre de 2016, YAT capturó dos combatientes de la División Sultan Murad que habían sido previamente filmados torturando a los combatientes de YPG en Jarabulus.
En noviembre de 2016, Boutan fue el objetivo de un artefacto explosivo improvisado (IED) en Qamishli, que explotó a medida que pasaba el coche. A pesar de que un médico americano de las  Fuerzas de Operaciones Especiales de Estados Unidos trató de salvar su vida, murió de sus heridas poco después. Se cree que el ataque fue llevado a cabo por los agentes de inteligencia turcos.   La agencia pro-gubernamental turca Anadolu afirmó que Boutan había sido responsable de enviar a los combatientes del PKK a Turquía para realizar "operaciones terroristas".
En abril de 2017, YAT ayudó a las fuerzas especiales estadounidenses a capturar partes de la presa de Tabqa de Daesh.  Durante la batalla, los comandos de YAT fueron equipados con cascos de combate suministrados por los Estados Unidos, dispositivos de visión nocturna AN / PVS-7, linternas y estaban armados con carabinas M4 equipadas con puntos de mira de láser AN / PEQ-2, visores holográficos y Cargador STANAG.
El 21 de junio de 2017, YAT capturó a cinco agentes durmientes del Daesh que estaban preparando un ataque terrorista en Manbij. En enero de 2018, las unidades antiterroristas mataron al cerebro de los bombardeos de Qamishli en julio de 2016, Hisen Ayid el-Bilebil Ebu el-Walid, durante las operaciones en la provincia de Deir ez-Zor. En el mismo mes, también capturaron a una veintena de miembros internacionales del Daesh cuando intentaban huir de Siria a Turquía. Uno de los arrestados fue Thomas Barnouin, un yihadista francés que está considerado como uno de los planificadores del ataque de Toulouse de 2012 y los ataques de París de noviembre de 2015.
YAT participa en la resistencia a la operación militar turca en Afrin a principios de 2018, y algunos de sus miembros fueron asesinados por las Fuerzas Armadas de Turquía. Según informes, YAT impidió un ataque terrorista en Hasaka el 20 de febrero, acusando a las fuerzas pro turcas de estar detrás del atentado con bomba planeado .
1 de septiembre de 2019, YAT capturó a Mohammed Remedan Eyd al-Talah, director financiero del Estado Islámico, durante una redada en ash-Shahil, gobernación de Deir ez-Zor.
Nueve miembros del YAT, incluido su comandante Shervan Kobani, murieron cuando dos helicópteros que los transportaban se estrellaron en la gobernación de Duhok, región del Kurdistán, el 15 de marzo de 2023.

## Galeria

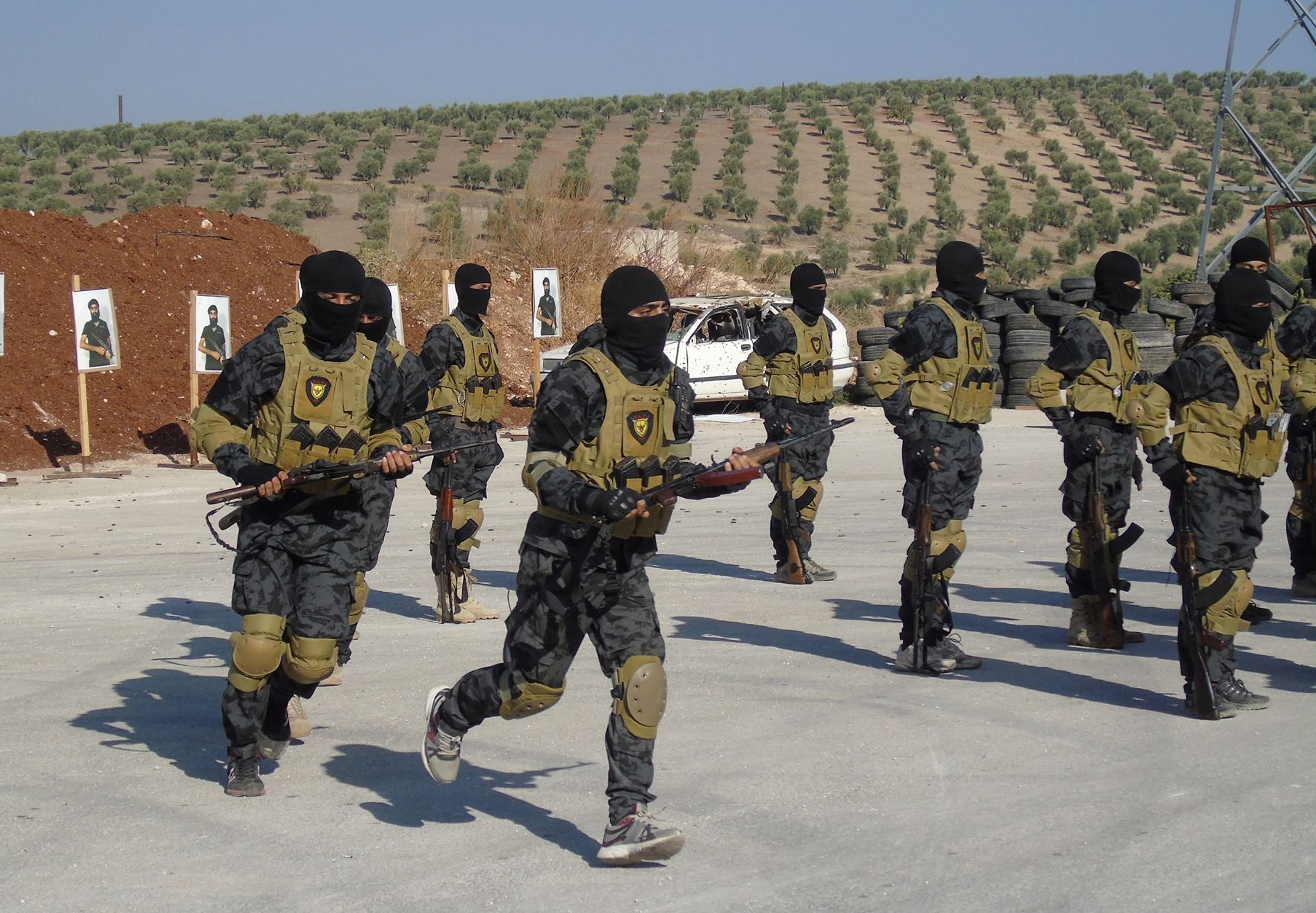
Unidades del Yat en entrenamiento.
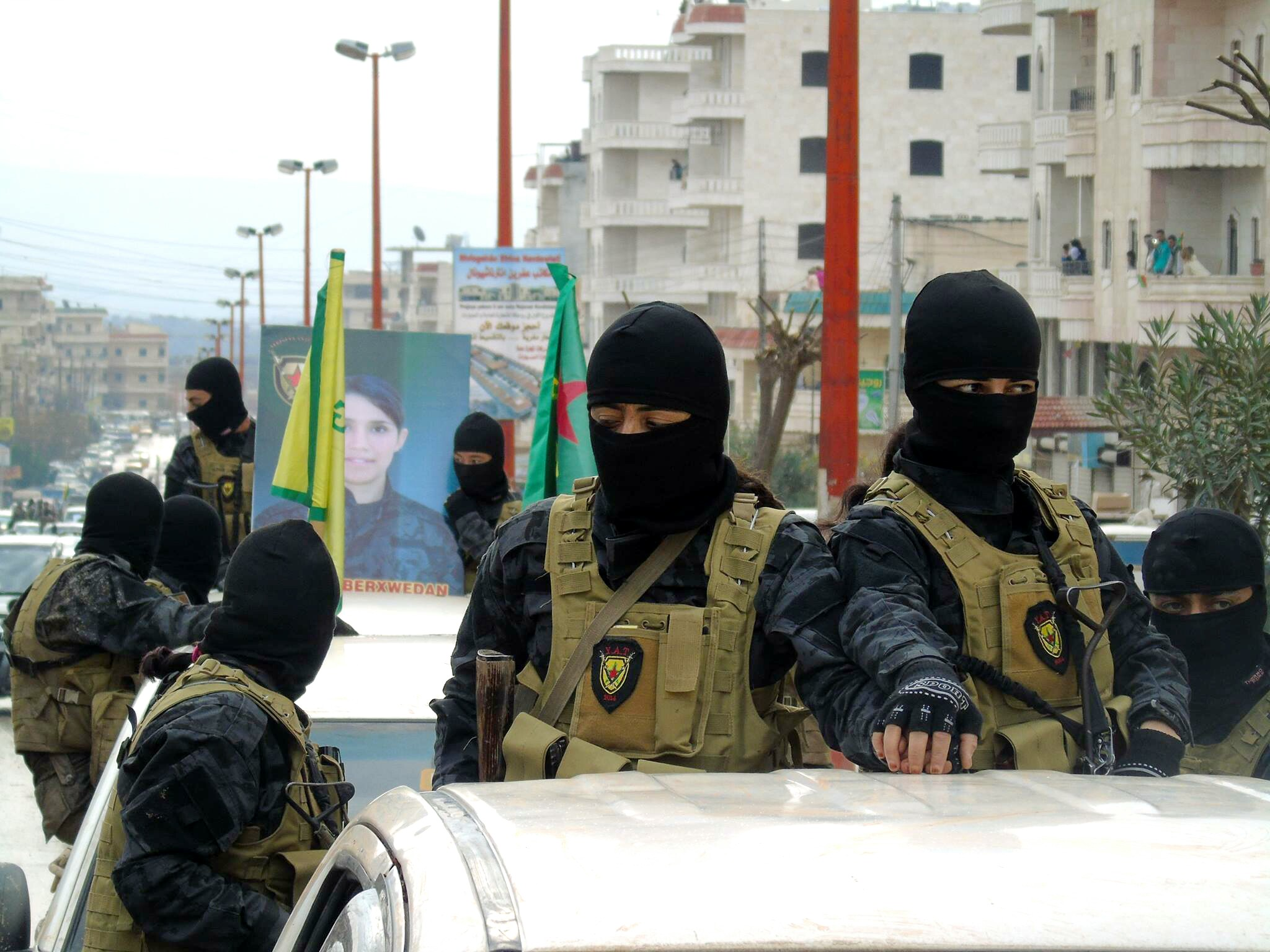
Parada Militar del Yat conmerando el fallecimiento de una unidad femenina.
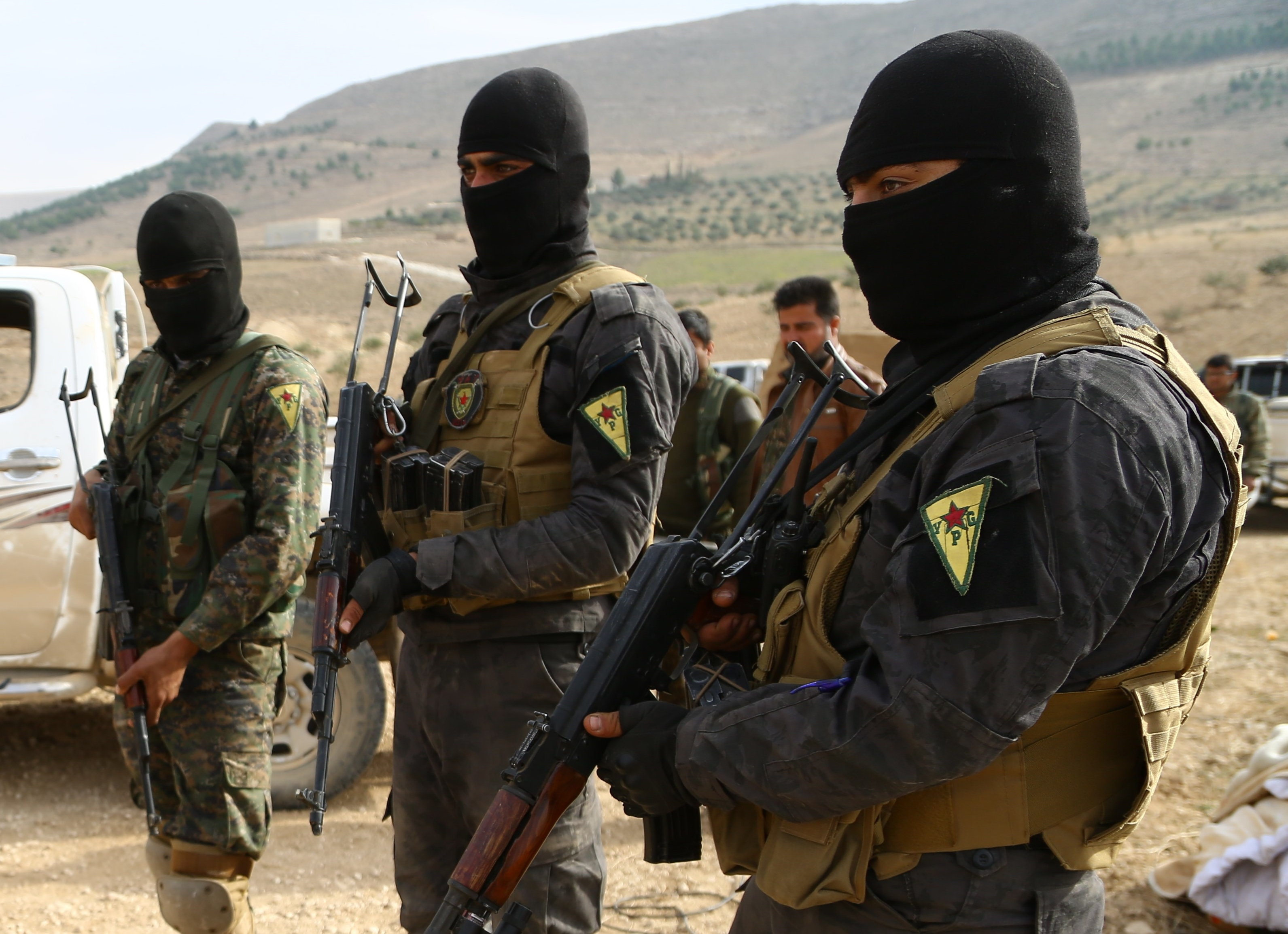
Unidades del Yat en el 2015.
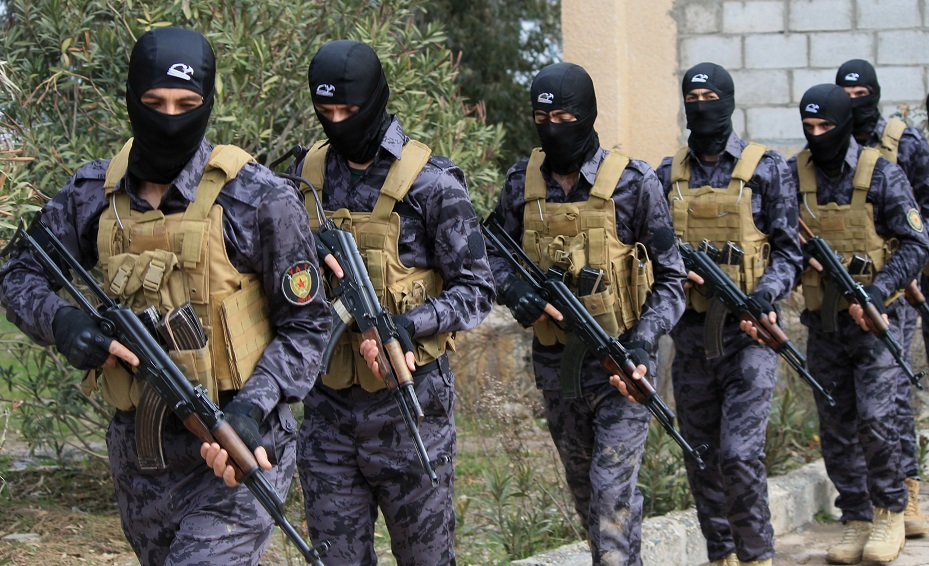
Unidades del Yat en el 2016.
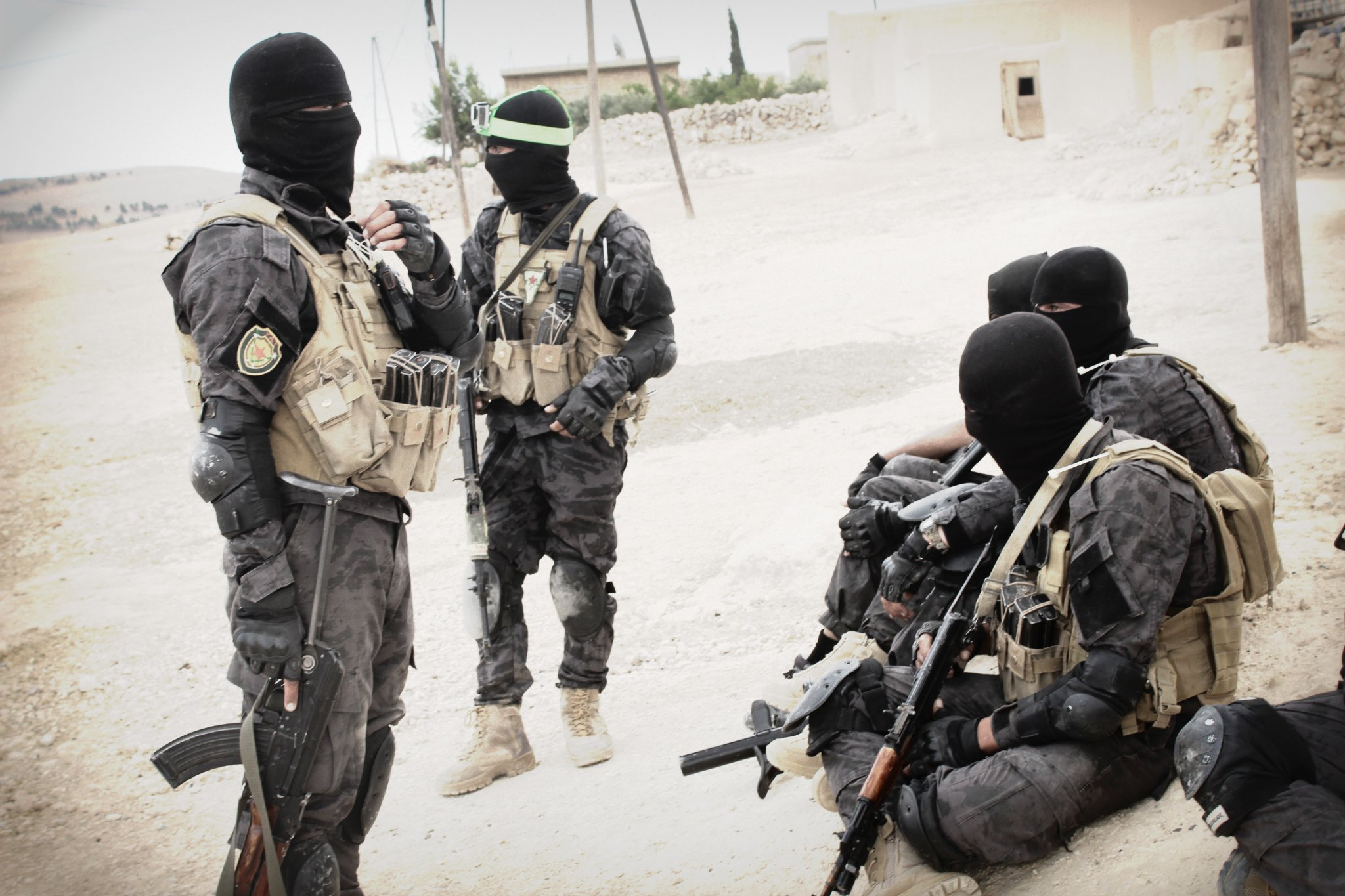
Unidades del Yat en el 2016.